# Șuruppak
Șuruppak (sumeriană: ŠuruppagKI, „locul vindecării”), Tell Fara de astăzi, a fost un oraș antic sumerian situat la aproximativ 55 km sud de Nippur, pe malurile Eufratului, în guvernoratul Al-Qādisiyyah din Irak. Șuruppak era dedicat lui Ninlil, numită și Sud, zeița cerealelor și a aerului.
Situl se întinde pe aproximativ un kilometru de la nord la sud. Suprafața totală este de aproximativ 120 de hectare, aproximativ 35 de hectare din movilă fiind la peste trei metri deasupra câmpiei din jur, cu un maximum de nouă metri.
Cele mai vechi niveluri excavate la Șuruppak datează din perioada Jemdet Nasr, aproximativ 3000 î.Hr.; a fost abandonat la scurt timp după anul 2000 î.Hr. Descoperirile de suprafață sunt predominant dinastice timpurii.
Doi posibili regi ai Șuruppakului sunt menționați în datele epigrafice din surse ulterioare găsite în altă parte. În unele versiuni ale Listei Regilor Sumerieni, regele Ubara-Tutu este consemnat drept cârmuitor al Șuruppakului și ultimul rege „înainte de potop”. În Epopeea lui Ghilgameș, un bărbat pe nume Utanapiștim (de asemenea, Uta-na'ishtim), fiul lui Ubara-Tutu, este menționat ca fiind regele Șuruppakului. Numele Ziusudra și Atrahasis sunt, de asemenea, asociate cu el. Aceste date nu au fost susținute de descoperiri arheologice și pot fi mitice.